# Cuy (Yonne)
Cuy település Franciaországban, Yonne megyében. Lakosainak száma 863 fő (2022. január 1.). Cuy Évry, La Chapelle-sur-Oreuse, Gisy-les-Nobles, Saint-Denis-lès-Sens, Soucy és Villeperrot községekkel határos.

## Népesség
A település népességének változása:
| Lakosok száma | 811  | 876  | 887  | 862  | 861  | 861  | 860  | 853  | 863  |
|               | 2013 | 2015 | 2016 | 2017 | 2018 | 2019 | 2020 | 2021 | 2022 |